# 24-Stunden-Rennen von Spa-Francorchamps 1925

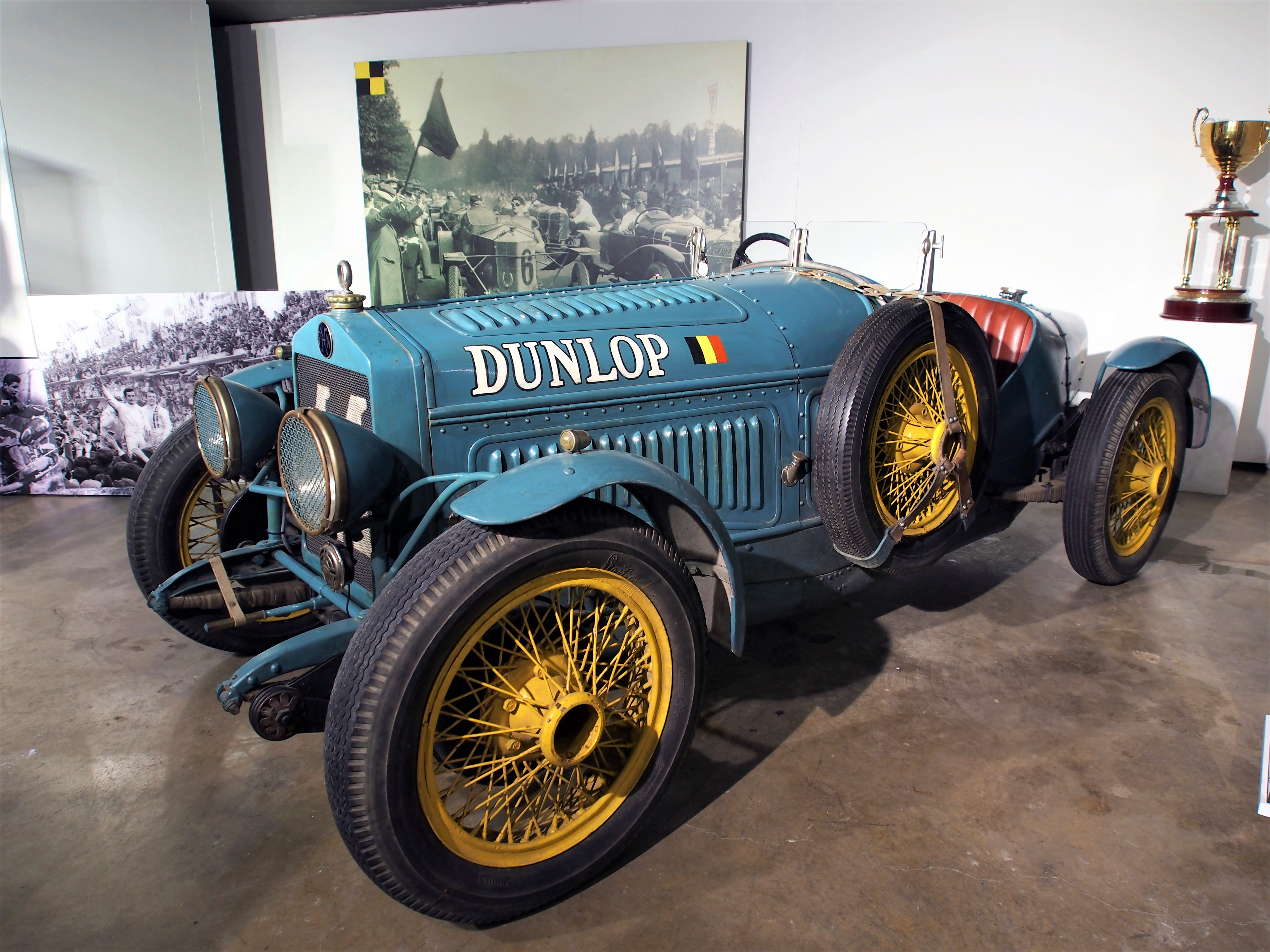
Der sechstplatzierte FN 1.5 Litre Sport von Compte Kervijn und Jacques Lecomte

Das zweite 24-Stunden-Rennen von Spa-Francorchamps, auch Belgian Touring Car Grand Prix, 24 heures de Spa, fand am 12. und 13. Juli 1925 auf dem Circuit de Spa-Francorchamps statt.

## Das Rennen
Drei Wochen nach dem 24-Stunden-Rennen von Le Mans fand auf dem Straßenkurs von Spa-Francorchamps das zweite dortige 24-Stunden-Rennen statt. Nach ihrem Erfolg beim Le-Mans-Debütrennen siegten die beiden Chenard-&-Walcker-Werksfahrer André Lagache und René Léonard auch in Spa. Nach einem spannenden Rennen gewannen sie mit dem Vorsprung von knapp einer Runde auf die Lorraine-Dietrich-Mannschaft Gérard de Courcelles und André Rossignol.

## Ergebnisse

### Schlussklassement
| 1           | + 3.0 | 3  | Chenard & Walcker                                 | André Lagache René Léonard                   | Chenard-Walcker Type U 22CV Sport | 2203,920 |
| 2           | + 3.0 | 5  | Lorraine-Dietrich et Cie                          | Gérard de Courcelles André Rossignol         | Lorraine-Dietrich Sport           | 2188,832 |
| 3           | + 3.0 | 4  | Compagnie Nationale Excelsior                     | Léon Elskamp Émile Marin                     | Excelsior Adex Sport              | 2053,904 |
| 4           | 2.0   | 33 | Automobiles Bignan                                | Jean Martin Henri-Julien Matthys             | Bignan 2 Litre Sport              | 2038,912 |
| 5           | + 3.0 | 6  | Lorraine-Dietrich et Cie                          | Henri Stalter Robert Bloch                   | Lorraine-Dietrich Sport           | 2023,920 |
| 6           | 1.5   | 14 | Fabrique Nationale Herstal                        | Compte Kervijn de Lettenhove Jacques Lecomte | FN 1.5 Litre Sport                | 2023,920 |
| 7           | 1.5   |    | Fabrique Nationale Herstal                        | Hage Martin                                  | FN 1.5 Litre Sport                | 2008,928 |
| 8           | 1.5   |    | Fabrique Nationale Herstal                        | Jacques Lamarche Mathot                      | FN 1.5 Litre Sport                | 1933,968 |
| 9           | 1.1   | 45 | Automobiles Imperia                               | Dorcy Blaise                                 | Imperia                           | 1933,968 |
| 10          | 3.0   | 19 | Nagant Frères                                     | Pethy de Thorzée Cheville                    | Nagant 20 CV                      | 1918,976 |
| 11          | 1.1   | 54 | Automobiles Imperia                               | Colman Deridder                              | Imperia                           | 1918,976 |
| 12          | 1.1   |    | Sénéchal et Cie.                                  | Robert Sénéchal 1                            | Sénéchal                          | 1918,976 |
| 13          | 3.0   | 15 | Nagant Frères                                     | Wery E. Schouleur                            | Nagant 20 CV                      | 1903,984 |
| 14          | 1.5   |    | Société Française des Automobiles Corre           | Fernand Vallon Robert Doutrebente            | Corre La Licorne V16 10CV Sport   | 1903,984 |
| 15          | 1.5   |    | Société Française des Automobiles Corre           | Robert Lestienne Waldemar Lestienne          | Corre La Licorne V16 10CV Sport   | 1903,984 |
| 16          | + 3.0 |    | Chenard & Walcker                                 | André Pisart Jacques Ledure                  | Chenard-Walcker Type U 22CV Sport | 1888,992 |
| 17          | 3.0   | 11 |                                                   | Delacroix van Parijs                         | Buick                             | 1888,992 |
| 18          | 2.0   | 27 | Établissements Ballot                             | Gheldoff Devos                               | Ballot                            | 1844,016 |
| 19          | 3.0   |    | Società Anonima Officine Meccaniche               | Giulio Foresti Goffredo Zehender             | OM Tipo 665S Superba              | 1799,040 |
| 20          | 3.0   | 20 | Nagant Frères                                     | A. Schouleur Hommel                          | Nagant 20 CV                      | 1769,056 |
| 21          | 1.1   | 50 | Automobiles Imperia                               | John Duff Barthélémy Bruyère                 | Imperia                           | 1754,064 |
| 22          | 1.1   | 52 | Automobiles Imperia                               | Paul Gros de Clerq                           | Imperia                           | 1739,072 |
| 23          | 1.1   |    | Société des Automobiles à Refroidissement par Air | Lucien Erb Gaston Mottet                     | S.A.R.A. ATS                      | 1709,088 |
| 24          | 1.1   |    | Société des Automobiles à Refroidissement par Air | Gonzaque Lécureul André Marandet             | S.A.R.A. ATS                      | 1709,088 |
| 25          | 1.1   |    | Société des Moteurs Salmson                       | Roger Piérard André de Victor                | Salmson VAL3                      | 1709,088 |
| 26          | 1.1   |    |                                                   | Roger Rouleau Marcel Rouleau                 | Amilcar                           | 1649,012 |
| 27          | 2.0   |    | Automobiles Bignan                                | Maurice Bequet Vieil                         | Bignan 2 Litre Sport              | 1589,152 |
| 28          | 1.1   |    |                                                   | Coene Joseph Reinartz                        | Amilcar                           | 1544,176 |
| 29          | 1.1   | 55 | Établissements Bertrand Montet                    | Carpentier Duga                              | Derby                             | 1424,240 |
| 30          | 2.0   | 30 | Automobiles Bignan                                | Henri Springuel Pierre Clause                | Bignan 2 Litre Sport              | 1409,248 |
| 31          | 750   |    | Sénéchal et Cie.                                  | Michel Doré Marc Chauvierre                  | Sénéchal                          | 1164,384 |
| Ausgefallen |       |    |                                                   |                                              |                                   |          |
| 32          | + 3.0 | 7  | Compagnie Nationale Excelsior                     | André Dills Nicolas Caerels                  | Excelsior Adex Sport              |          |
| 33          | 3.0   | 9  |                                                   | Wilford Joseph Reinartz                      | Overland 2.6 l.                   |          |
| 34          | 1.5   | 36 | Chiribiri & Co                                    | Todros Deplus                                | Chiribiri Monza                   |          |
| 35          | 2.0   |    | De Dion-Bouton                                    | Louis Picault 2                              | De Dion-Bouton                    |          |
| 36          | 2.0   |    | Società Anonima Officine Meccaniche               | Joseph Dubois Descaux                        | OM Tipo 665S Superba              |          |
| 37          | 1.1   |    | Société Nouvelle de l’Automobile Amilcar          | André Morel Charles Libovitch                | Amilcar Type CGS                  |          |
| 38          | + 3.0 |    | Chenard & Walcker                                 | Raymond Glaszmann Raphaël Manso de Zuñiga    | Chenard-Walcker Z1 Spéciale       |          |
| 39          | 2.0   |    | Établissements Ballot                             | René de Buck Pierre Decrose                  | Ballot                            |          |
| 40          | 3.0   |    | Baertsoen & Bonar                                 | Jean Baertsoen Ken Bartlett                  | Speedsport Type PE                |          |
| 41          | 2.0   |    | Automobiles Georges Irat SA                       | Émile Burie Maurice Rost                     | Georges Irat                      |          |
| 42          | + 3.0 |    | Établissements Ballot                             | Arthur Duray Freddy Charlier                 | Ballot                            |          |
| 43          | 2.0   | 31 | De Dion-Bouton                                    | Humblet Lensival                             | De Dion-Bouton                    |          |

1 es ist nicht bekannt, ob Robert Sénéchal das Rennen als Alleinfahrer bestritt, oder in den Ergebnislisten nur der Teamkollege fehlt
2 es ist nicht bekannt, ob Louis Picault das Rennen als Alleinfahrer bestritt, oder in den Ergebnislisten nur der Teamkollege fehlt

### Nur in der Meldeliste
Hier finden sich Teams, Fahrer und Fahrzeuge, die ursprünglich für das Rennen gemeldet waren, aber aus den unterschiedlichsten Gründen daran nicht teilnahmen.
| Pos. | Klasse | Nr. | Team | Fahrer | Chassis            |
| ---- | ------ | --- | ---- | ------ | ------------------ |
| 44   | 3.0    |     |      |        | Speedsport         |
| 45   | 1.5    |     |      |        | FN 1.5 Litre Sport |
| 46   | 1.1    |     |      |        | Amilcar            |
| 47   | 1.5    |     |      |        | Corre La Licorne   |
| 48   | 1.1    |     |      |        | Salmson            |
| 49   | 2.0    |     |      |        | Delahaye           |

### Klassensieger
| Klasse | Fahrer                       | Fahrer               | Fahrzeug                          | Platzierung im Gesamtklassement |
| ------ | ---------------------------- | -------------------- | --------------------------------- | ------------------------------- |
| + 3.0  | André Lagache                | René Léonard         | Chenard-Walcker Type U 22CV Sport | Gesamtsieg                      |
| 3.0    | Pethy de Thorzée             | Cheville             | Nagant 20 CV                      | Rang 10                         |
| 2.0    | Jean Martin                  | Henri-Julien Matthys | Bignan 2 Litre Sport              | Rang 4                          |
| 1.5    | Compte Kervijn de Lettenhove | Jacques Lecomte      | FN 1.5 Litre Sport                | Rang 6                          |
| 1.1    | Dorcy                        | Blaise               | Imperia                           | Rang 9                          |
| 750    | Michel Doré                  | Marc Chauvierre      | Sénéchal                          | Rang 31                         |

### Renndaten
- Gemeldet: 49
- Gestartet: 43
- Gewertet: 31
- Rennklassen: 6
- Zuschauer: unbekannt
- Wetter am Renntag: unbekannt
- Streckenlänge: 14,683 km
- Fahrzeit des Siegerteams: 24:00:00.000 Stunden
- Gesamtrunden des Siegerteams: 150
- Gesamtdistanz des Siegerteams: 2203,920 km
- Siegerschnitt: 91,830 km/h
- Pole Position: unbekannt
- Schnellste Rennrunde: Arthur Duray - Ballot
- Rennserie: zählte zu keiner Rennserie